# Liga Mexicana del Pacífico 2000-01
La Temporada 2000-01 de la Liga Mexicana del Pacífico fue la 43.ª edición, llevó el nombre de Ing. Hermilo Díaz Bringas y comenzó el 11 de octubre de 2000.
Durante la campaña se lanzaron tres juegos sin hit ni carrera.
La temporada finalizó el 28 de enero de 2001, con la coronación de los Naranjeros de Hermosillo al vencer 4-1 en serie final a los Venados de Mazatlán.

## Sistema de competencia

### Temporada regular
La temporada regular consta de dos mitades lo cual abarca un total de 68 juegos a disputarse para cada uno de los ocho clubes que conforman a la Liga Mexicana del Pacífico. La primera mitad está integrada de 35 juegos para cada club y la segunda de 33 juegos para cada club. Al término de cada mitad, se asigna un puntaje que va de 3 a 8 puntos en forma ascendente, según la clasificación (standing) general de cada club. A continuación se muestra la distribución de dicho puntaje:
- Primera posición: 8 puntos
- Segunda: 7 puntos
- Tercera: 6 puntos
- Cuarta: 5 puntos
- Quinta: 4.5 puntos
- Sexta: 4 puntos
- Séptima: 3.5 puntos
- Octava: 3 puntos

### Postemporada
Tras el término de la segunda vuelta, los seis equipos con mayor puntaje sobre la base de las dos mitades de la temporada regular pasan a la etapa denominada postemporada (play-offs). En esta etapa, los equipos se enfrentan entre sí en una serie de siete juegos donde deben ganar cuatro para avanzar a las semifinales. Es importante señalar que los tres equipos que obtuvieron mayor puntaje en la temporada regular empiezan la serie con dos juegos en su estadio (esta etapa de juego es conocida como «repesca»), para continuar con tres partidos en el estadio contrario y finalmente concretar la serie de nuevo en su estadio. Estos últimos dos juegos no son necesarios si alguno de los equipos obtiene una ventaja clara en la serie sobre su rival.

### Semifinales
Para la etapa de semifinales, pasan los tres equipos con mejor posición en el standing de juegos ganados y perdidos más uno adicional que es denominado «mejor perdedor», el cual resulta de poseer la mayor cantidad de juegos ganados en la repesca, principalmente. De esta manera, el mejor perdedor se enfrenta como visitante al equipo mejor situado del standing en una serie, mientras que el segundo y el tercero hacen lo mismo a su vez. En el caso del mejor perdedor, no puede enfrentarse al equipo con el que disputó la primera fase de play-offs.

### Final
Se da entre los equipos que ganaron en la etapa de semifinales.

## Calendario
- Número de Juegos: 68 juegos

## Datos Sobresalientes
- Randy Gálvez, lanza un juego sin hit ni carrera el 2 de noviembre del 2000, con los Algodoneros de Guasave en contra de Mayos de Navojoa, siendo el número 41 en la historia de la LMP.

- Enrique Quiñónez, lanza un juego sin hit ni carrera el 21 de noviembre del 2000, con los Tomateros de Culiacán en contra de Águilas de Mexicali, siendo el número 42 en la historia de la LMP.

- Mayos de Navojoa el 12 de diciembre del 2000, logra un juego sin hit ni carrera combinado por Isauro Pineda, Israel Lomelí, Miguel Duarte y Julio César Parra, logrado en contra de Cañeros de Los Mochis, siendo el número 43 de la historia de la LMP

## Equipos participantes
| Liga Mexicana del Pacífico 2000-01 |           |               |                           |                          |           |
| Equipo                             | Fundación | Mánager       | Ciudad                    | Estadio                  | Capacidad |
| Águilas de Mexicali                | 1948      | Por definir   | Mexicali, Baja California | Nido de los Águilas      | 9,000     |
| Algodoneros de Guasave             | 1970      | Por definir   | Guasave, Sinaloa          | Francisco Carranza Limón | 8,000     |
| Cañeros de Los Mochis              | 1947      | Por definir   | Los Mochis, Sinaloa       | Emilio Ibarra Almada     | 6,000     |
| Mayos de Navojoa                   | 1950      | Lorenzo Bundy | Navojoa, Sonora           | Manuel Ciclón Echeverría | 8,000     |
| Naranjeros de Hermosillo           | 1944      | Dereck Bryant | Hermosillo, Sonora        | Héctor Espino            | 10,000    |
| Tomateros de Culiacán              | 1965      | Por definir   | Culiacán, Sinaloa         | General Ángel Flores     | 10,000    |
| Venados de Mazatlán                | 1945      | Dan Firova    | Mazatlán, Sinaloa         | Teodoro Mariscal         | 6,000     |
| Yaquis de Ciudad Obregón           | 1947      | Mario Mendoza | Ciudad Obregón, Sonora    | Tomás Oroz Gaytán        | 10,000    |

## Standings

### Primera vuelta
| Equipos                  | JJ | JG | JP | JE | PCT  | JV  | PTS |
| ------------------------ | -- | -- | -- | -- | ---- | --- | --- |
| Naranjeros de Hermosillo | 35 | 20 | 15 | -  | .571 | -   | 8   |
| Mayos de Navojoa         | 35 | 19 | 15 | 1  | .559 | 0.5 | 7   |
| Cañeros de Los Mochis    | 34 | 17 | 16 | 1  | .515 | 2.0 | 6   |
| Yaquis de Ciudad Obregón | 34 | 17 | 17 | -  | .500 | 2.5 | 5   |
| Venados de Mazatlán      | 35 | 17 | 18 | -  | .486 | 3.0 | 4.5 |
| Algodoneros de Guasave   | 35 | 17 | 18 | -  | .486 | 3.0 | 4   |
| Águilas de Mexicali      | 35 | 16 | 19 | -  | .457 | 4.0 | 3.5 |
| Tomateros de Culiacán    | 35 | 15 | 20 | -  | .429 | 5.0 | 3   |

### Segunda vuelta
| Equipos                  | JJ | JG | JP | JE | PCT  | JV   | PTS |
| ------------------------ | -- | -- | -- | -- | ---- | ---- | --- |
| Venados de Mazatlán      | 33 | 23 | 10 | -  | .697 | -    | 8   |
| Naranjeros de Hermosillo | 33 | 20 | 13 | -  | .606 | 3.0  | 7   |
| Yaquis de Ciudad Obregón | 33 | 16 | 17 | -  | .485 | 7.0  | 6   |
| Algodoneros de Guasave   | 33 | 16 | 17 | -  | .485 | 7.0  | 5   |
| Cañeros de Los Mochis    | 33 | 15 | 18 | -  | .455 | 8.0  | 4.5 |
| Águilas de Mexicali      | 33 | 15 | 18 | -  | .455 | 8.0  | 4   |
| Tomateros de Culiacán    | 33 | 15 | 18 | -  | .455 | 8.0  | 3.5 |
| Mayos de Navojoa         | 33 | 12 | 21 | -  | .364 | 11.0 | 3   |

### General
| Equipos                  | JJ | JG | JP | JE | PCT  | JV   | PTS  |
| ------------------------ | -- | -- | -- | -- | ---- | ---- | ---- |
| Naranjeros de Hermosillo | 68 | 40 | 28 | -  | .588 | -    | 15   |
| Venados de Mazatlán      | 68 | 40 | 28 | -  | .588 | -    | 12.5 |
| Yaquis de Ciudad Obregón | 67 | 33 | 34 | -  | .492 | 6.5  | 11   |
| Cañeros de Los Mochis    | 67 | 32 | 34 | 1  | .484 | 7.0  | 10.5 |
| Mayos de Navojoa         | 68 | 31 | 36 | 1  | .463 | 8.5  | 10   |
| Algodoneros de Guasave   | 68 | 33 | 35 | -  | .485 | 7.0  | 9    |
| Águilas de Mexicali      | 68 | 31 | 37 | -  | .456 | 9.0  | 7.5  |
| Tomateros de Culiacán    | 68 | 30 | 38 | -  | .441 | 10.0 | 6.5  |

| Avanza a Play-offs |

## Play-offs
|  | Primer Play Off | Primer Play Off | Primer Play Off |            |          | Semifinales | Semifinales | Semifinales |  |          | Final    | Final | Final |  |
|  |                 |                 |                 |            |          |             |             |             |  |          |          |       |       |  |
|  |                 |                 |                 |            |          |             |             |             |  |          |          |       |       |  |
|  | Guasave         | Guasave         | 2               |            |          |             |             |             |  |          |          |       |       |  |
|  | Guasave         | Guasave         | 2               |            |          |             |             |             |  |          |          |       |       |  |
|  | Mazatlán        | Mazatlán        | 4               |            |          |             |             |             |  |          |          |       |       |  |
|  | Mazatlán        | Mazatlán        | 4               |            | Mazatlán | Mazatlán    | 4           |             |  |          |          |       |       |  |
|  |                 |                 |                 |            | Mazatlán | Mazatlán    | 4           |             |  |          |          |       |       |  |
|  |                 |                 | Obregón         | Obregón    | 2        |             |             |             |  |          |          |       |       |  |
|  | Los Mochis      | Los Mochis      | Obregón         | Obregón    | 2        | 1           |             |             |  |          |          |       |       |  |
|  | Los Mochis      | Los Mochis      |                 |            |          |             |             |             |  |          |          |       |       |  |
|  | Obregón         | Obregón         | 4               |            |          |             |             |             |  |          |          |       |       |  |
|  | Obregón         | Obregón         | 4               |            |          |             |             |             |  | Mazatlán | Mazatlán | 1     |       |  |
|  |                 |                 |                 |            |          |             |             |             |  | Mazatlán | Mazatlán | 1     |       |  |
|  |                 |                 | Hermosillo      | Hermosillo | 4        |             |             |             |  |          |          |       |       |  |
|  |                 |                 | Hermosillo      | Hermosillo | 4        |             |             |             |  |          |          |       |       |  |
|  |                 |                 |                 |            |          |             |             |             |  |          |          |       |       |  |
|  |                 |                 |                 |            |          |             |             |             |  |          |          |       |       |  |
|  |                 | Guasave         | Guasave         | 0          |          |             |             |             |  |          |          |       |       |  |
|  |                 |                 |                 | 0          |          |             |             |             |  |          |          |       |       |  |
|  |                 |                 | Hermosillo      | Hermosillo | 4        |             |             |             |  |          |          |       |       |  |
|  | Navojoa         | Navojoa         | Hermosillo      | Hermosillo | 4        | 2           |             |             |  |          |          |       |       |  |
|  | Navojoa         | Navojoa         |                 |            |          |             |             |             |  |          |          |       |       |  |
|  | Hermosillo      | Hermosillo      | 4               |            |          |             |             |             |  |          |          |       |       |  |
|  | Hermosillo      | Hermosillo      | 4               |            |          |             |             |             |  |          |          |       |       |  |
|  |                 |                 |                 |            |          |             |             |             |  |          |          |       |       |  |

### Primer Play Off
| Equipos                  | JJ | JG | JP | PCT  | JV  |
| ------------------------ | -- | -- | -- | ---- | --- |
| Yaquis de Ciudad Obregón | 5  | 4  | 1  | .800 | -   |
| Naranjeros de Hermosillo | 6  | 4  | 2  | .667 | -   |
| Venados de Mazatlán      | 6  | 4  | 2  | .667 | -   |
| Algodoneros de Guasave   | 6  | 2  | 4  | .333 | 2.0 |
| Mayos de Navojoa         | 6  | 2  | 4  | .333 | 2.0 |
| Cañeros de Los Mochis    | 5  | 1  | 4  | .200 | 3.0 |

| Avanza a semifinales |

| Avanza como comodín |

### Semifinales
| Equipos                  | JJ | JG | JP | PCT   | JV  |
| ------------------------ | -- | -- | -- | ----- | --- |
| Naranjeros de Hermosillo | 4  | 4  | 0  | 1.000 | -   |
| Venados de Mazatlán      | 6  | 4  | 2  | .667  |     |
| Yaquis de Ciudad Obregón | 6  | 2  | 4  | .333  | 2.0 |
| Algodoneros de Guasave   | 4  | 0  | 4  | .000  | 4.0 |

| Avanza a la final |

### Final
| Equipos                  | JJ | JG | JP | PCT  | JV |
| ------------------------ | -- | -- | -- | ---- | --- |
| Naranjeros de Hermosillo | 5  | 4  | 1  | .800 | - |
| Venados de Mazatlán      | 5  | 1  | 4  | .200 | 3.0 Game 1 Venados - Naranjeros 9:4 1 2 3 4 5 6 7 8 9 Venados 2 0 4 0 0 0 3 0 0 Naranjeros 0 0 0 0 4 0 0 0 x Game 2 Naranjeros - Venados 2:6 1 2 3 4 5 6 7 8 9 Naranjeros 0 0 2 0 0 0 0 0 0 Venados. 2 0 0 0 4 0 0 0 x Game 3 Vanados - Naranjeros 9:13 1 2 3 4 5 6 7 8 9 Venados 1 0 3 0 5 7 0 9 0 Narajeros 2 0 0 0 4 0 0 8 13 Game 4 Narajeros - Venados 4:9 1 2 3 4 5 6 7 8 9 Naranjeros 3 0 0 0 0 0 0 4 0 Venados 0 0 3 0 5 0 8 0 9 Game 5 Venados - Narajeros 16:9 1 2 3 4 5 6. 7 8 9 Venados. 0 4 0 7 10 0 0 16 x Narajeros 2 0 0 3 6 8 0 9 0 |

| CampeónNarajeros De Mazatian Temp. 2000-01 |

1

## Cuadro de honor
| Equipos                  | Posición   |
| ------------------------ | ---------- |
| Naranjeros de Hermosillo | Campeón    |
| Venados de Mazatlán      | Subcampeón |
| Yaquis de Ciudad Obregón | 3° Lugar   |
| Algodoneros de Guasave   | 4° Lugar   |
| Mayos de Navojoa         | 5° Lugar   |
| Cañeros de Los Mochis    | 6° Lugar   |
| Águilas de Mexicali      | 7° Lugar   |
| Tomateros de Culiacán    | 8° Lugar   |

## Designaciones
A continuación se muestran a los jugadores más valiosos de la temporada.
| Designación         | Ganador             | Equipo                   |
| ------------------- | ------------------- | ------------------------ |
| Jugador Más Valioso | Bryant Nelson       | Naranjeros de Hermosillo |
| Pitcher del Año     | Eleazar Mora        | Venados de Mazatlán      |
| Novato del año      | Oswaldo Verdugo     | Yaquis de Ciudad Obregón |
| Mánager del Año     | Juan José Pacho     | Algodoneros de Guasave   |
| Mánager Campeón     | Dereck Bryant       | Mayos de Navojoa         |
| Campeón de Bateo    | Bryant Nelson       | Naranjeros de Hermosillo |
| Campeón de Pitcheo  | Eleazar Mora        | Venados de Mazatlán      |
| Gerente del año     | Marco Antonio Manzo | Naranjeros de Hermosillo |